# یواس‌اس سومرز (دی‌دی-۳۸۱)
یواس‌اس سومرز (دی‌دی-۳۸۱) (به انگلیسی: USS Somers (DD-381)) یک کشتی بود که طول آن ۳۸۱ فوت (۱۱۶ متر) بود. این کشتی در سال ۱۹۳۷ ساخته شد.